# تيتو باس
تيتو باس (بالبرتغالية: Tito Buss‏) هو كاهن كاثوليكي برازيلي، ولد في 1 سبتمبر 1925 في São Ludgero ‏ في البرازيل، وتوفي في 30 أبريل 2013 في Rio do Sul ‏ في البرازيل.